# Dekanat czerwonacki
Dekanat czerwonacki – jeden z 43 dekanatów archidiecezji poznańskiej. Utworzony dnia 8 kwietnia 2004 roku na mocy dekretu arcybiskupa poznańskiego Stanisława Gądeckiego. 

## Parafie
- parafia pw. św. Wawrzyńca (Biedrusko)
- parafia pw. Najświętszego Serca Pana Jezusa (Bolechowo-Osiedle),
- parafia pw. św. Jana Chrzciciela (Owińska),
- parafia pw. Niepokalanego Serca NMP (Czerwonak),
- parafia pw. Matki Bożej Fatimskiej (Koziegłowy),
- parafia pw. św. Brata Alberta (Koziegłowy),
- parafia pw. św. Józefa Oblubieńca Najświętszej Maryi Panny (Kicin),
- parafia pw. św. Mikołaja (Wierzenica).

### Sąsiednie dekanaty
- Poznań-Nowe Miasto
- Poznań-Piątkowo
- swarzędzki
- obornicki
- dekanaty archidiecezji gnieźnieńskiej

Administracyjnie dekanat znajduje się na terenie gminy Czerwonak, północnej części gminy Swarzędz oraz wschodniej części gminy Suchy Las.

## Galeria

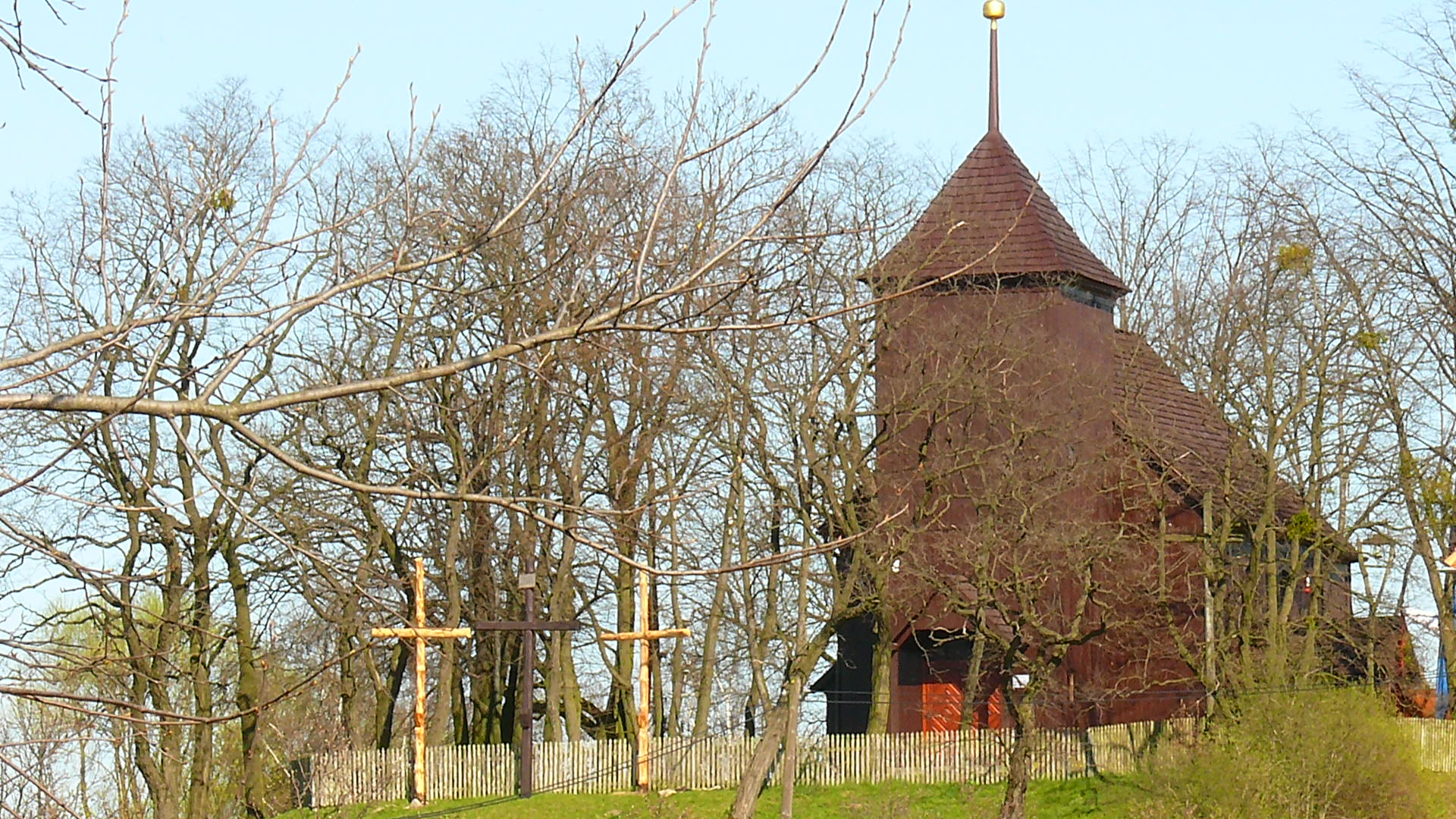
Kościół w Kicinie
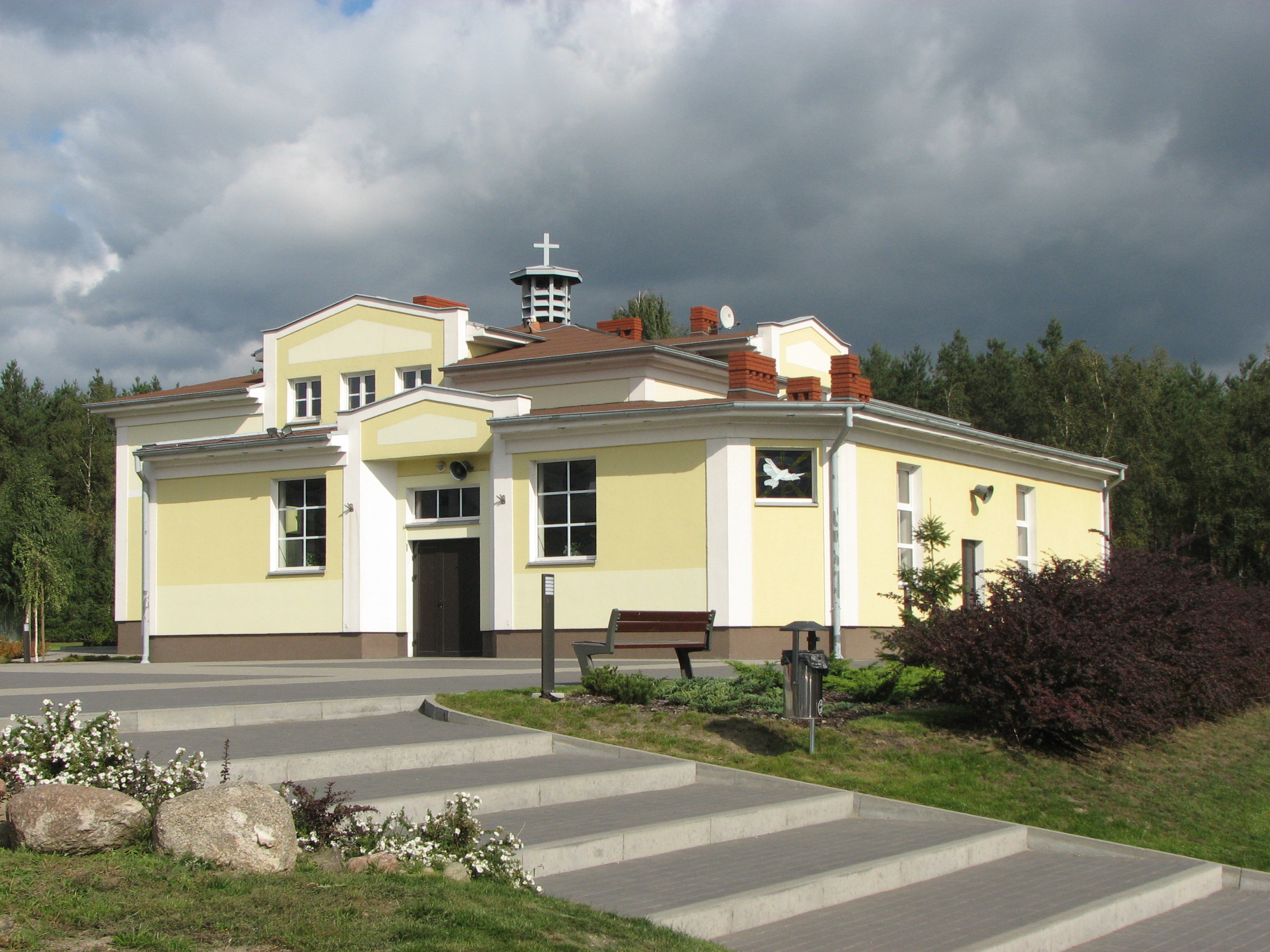
Dawna kaplica pw. Matki Bożej Fatimskiej w Koziegłowach
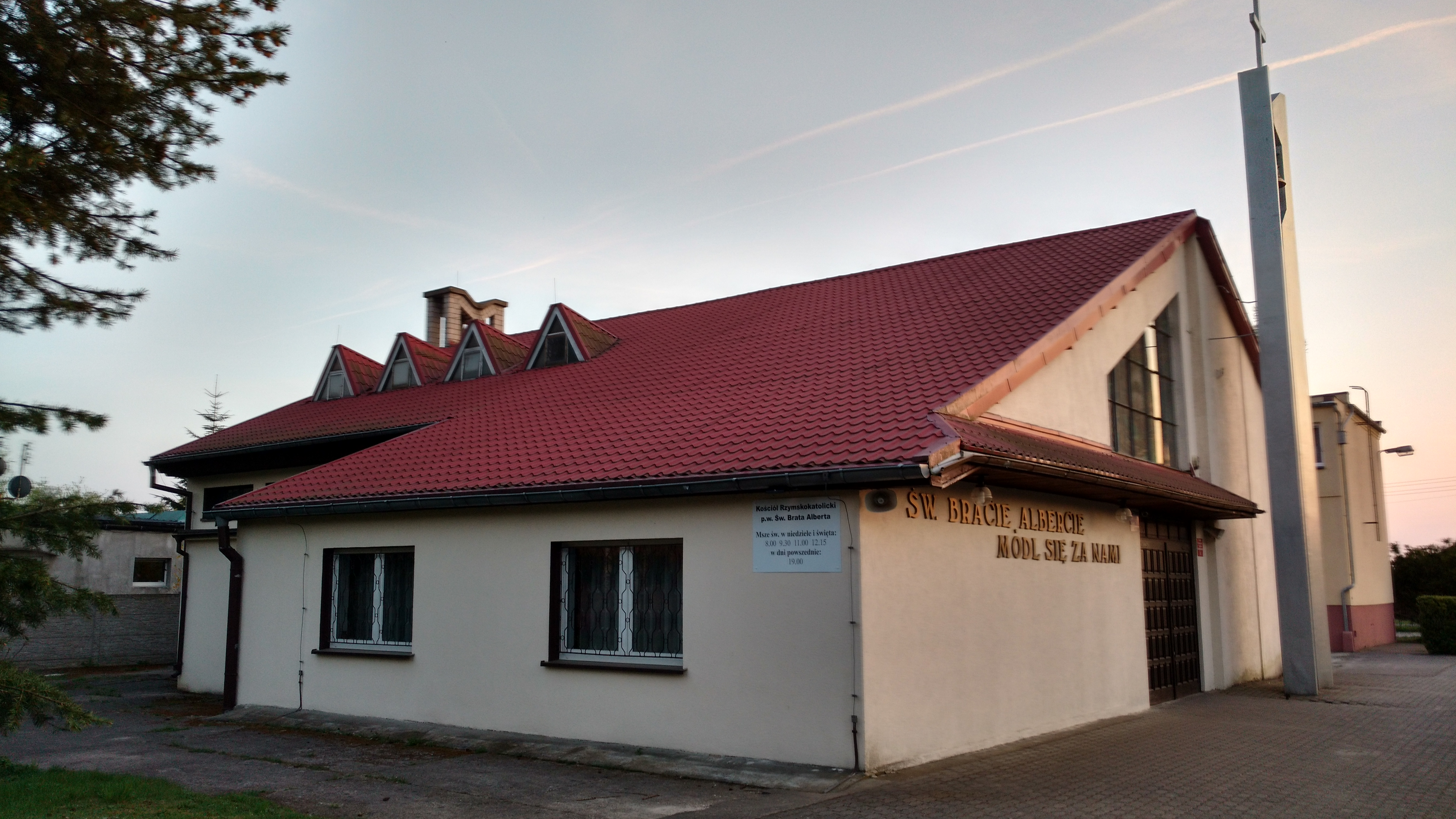
Kościół pw. św. Brata Alberta w Koziegłowach
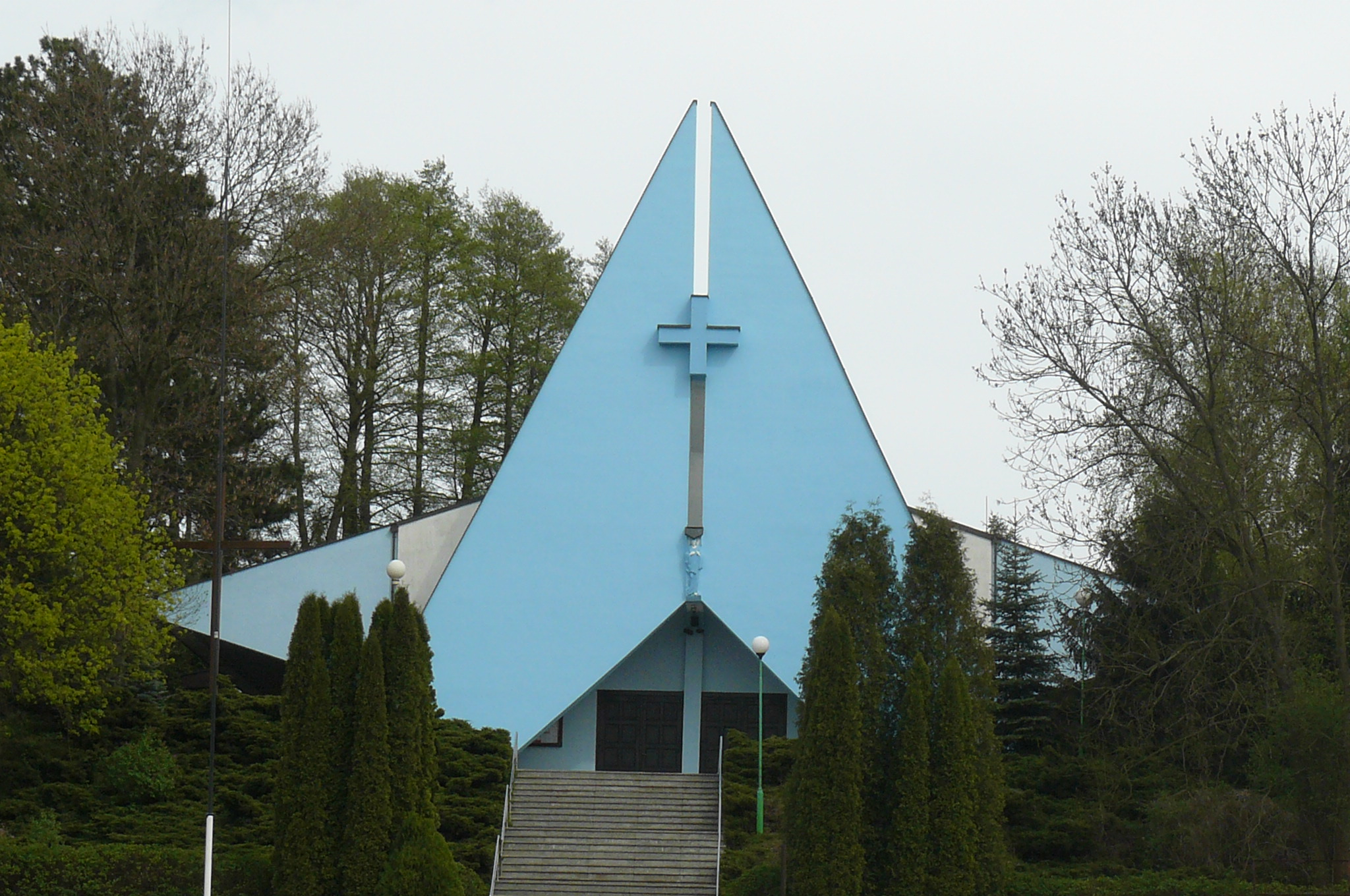
Kościół w Czerwonaku
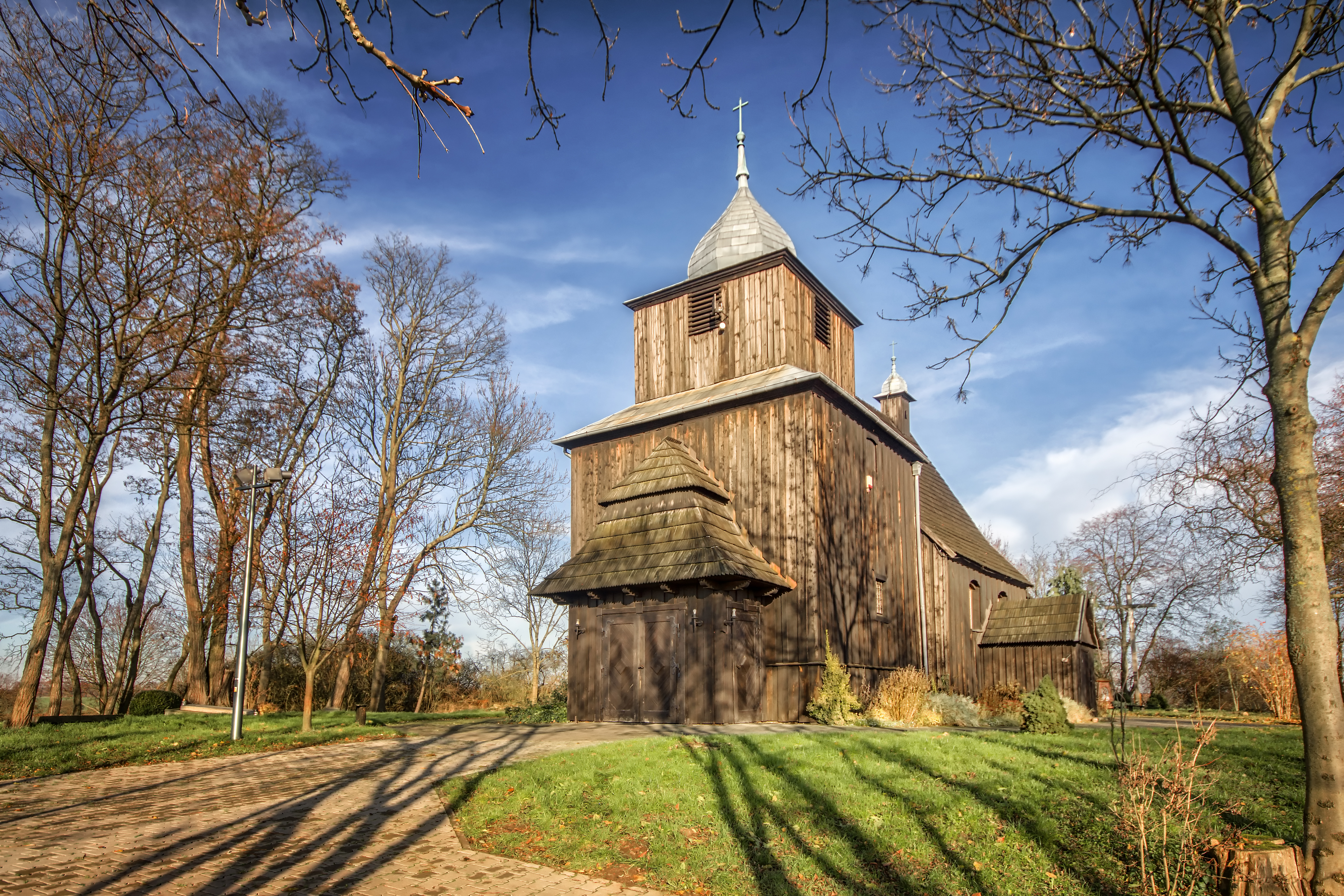
Kościół w Wierzenicy